# Croce delle Ardenne

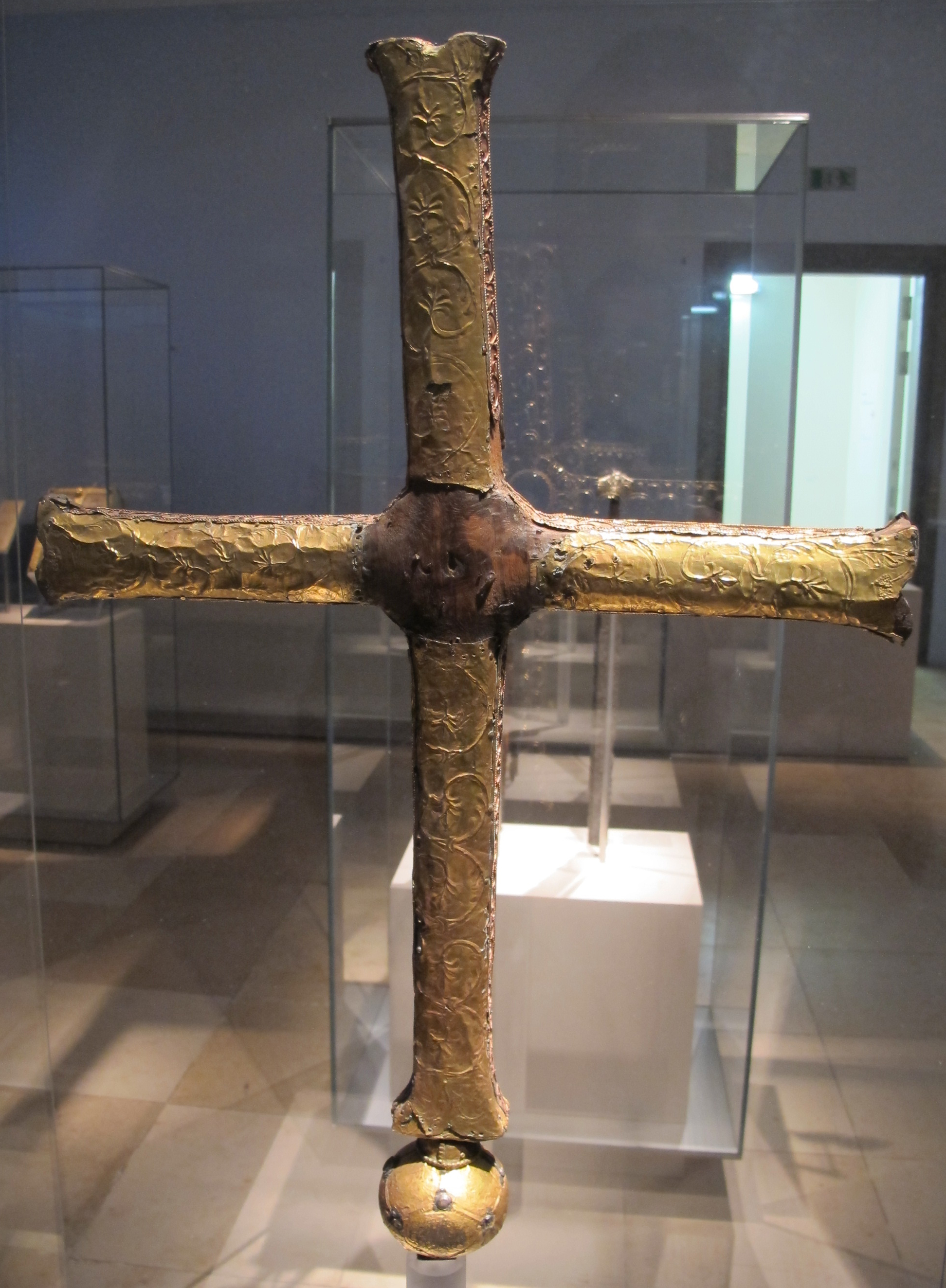
Lato posteriore

La croce delle Ardenne è una croce in legno, oro e gemme del periodo carolingio, forse fabbricata in un monastero nelle Ardenne lussemburghesi. Dal 1894 si trova nel Germanisches Nationalmuseum di Norimberga (numero di inventario 763 kg).

## Storia
La croce è probabile opera del secondo quarto del IX secolo, opera di un artigiano sconosciuto attivo nel nord della Francia.
Il nome di "croce delle Ardenne", con cui ad oggi questa croce è comunemente nota, è dovuto alla sua presunta origine nell'ara lussemburghese delle Ardenne. Non è chiara neppure la funzione originaria, poiché il pomello e la spina all'estremità inferiore del gambo sono frutto di modifiche successive e il supporto originale non può più essere ricostruito. Tuttavia, si può presumere che si trattasse di una croce astile.
La croce è stata musealizzata dopo essere stata acquistata sul mercato antiquario tedesco nel 1894.

## Descrizione e stile
La croce è alta 73 cm, rivestita d'oro e tempestata di gemme e vetro colorato. È uno dei pochi esempi sopravvissuti di una crux gemmata dell'arte carolingia. Queste croci furono usate nella liturgia cristiana tra il V e il XII secolo, poste sull'altare ma senza una figura di Cristo. Il loro significato simbolico e l'impressione data da lontano erano più importanti del valore della croce, motivo per cui si trova utilizzato anche il vetro colorato accanto alle pietre preziose.
Le estremità della croce latina hanno doppie punte leggermente incurvate verso l'esterno e i bracci si incrociano in un nodo centrale a cerchio. In origine, l'anima in legno era completamente rivestita di lamina: sul davanti e sui bordi con oro, sul retro con rame dorato. Il braccio destro ha però perso il rivestimento. I bordi e il centro sono accentuati con fili intrecciati, con viticci in filigrana sui fianchi. Un altro viticcio con uva ondulato orna la lamiera posteriore. Il centro del rovescio è ora vuoto, ma probabilmente presentava una raffigurazione dell'Agnus Dei. Il lato anteriore è ricoperto da pietre preziose e pezzi di vetro, disposti su tre file su ciascuna delle braccia della croce. Le file centrali, ornate da gemme più grandi, ospitano gemme di vetro con particelle di quarzo fuse, a imitazione di zaffiri. Sono forati, il che suggerisce che erano già stati utilizzati come pietre preziose. Alle imitazioni di zaffiri centrali sono accompagnati da granati più piccole e altre gemme di vetro, disposti in file alternate a borchie di lamine d'oro. Le borchie sono decorate con segmenti di filo metallico a forma di croce.
Nel nodo centrale si trova una corona di tredici pietre (granato, crisoprasio e vetro, in origine sedici), alternatamente rettangolari e tonde, disposte attorno a un grande cristallo di rocca centrale. Il cristallo è contenuto in una cornice con graffette simili a foglie, attorno alle quali in origine si trovava un ulteriore anello di biglie di vetro. Forse il cristallo di rocca consentiva la vista di una reliquia perduta, attaccata dietro di esso.
Il numero totale originale di pietre e gemme di vetro era 111. Delle 29 imitazioni di zaffiro nelle file centrali, 15 sono state conservate, quattro sono state sostituite. Un totale di 56 pietre e vetri più piccoli (dell'originale 82) sono ancora in situ, ma 34 di essi devono essere considerati come sostituzioni successive. I 22 rimanenti delle rifiniture originali mostrano la prevalenza dei colori bianco, blu, verde e rosso che è stato osservato sulle croci gemmate sin dal IX secolo.
L'epoca di realizzazione della croce della croce è desumibile dalla forma e dalla tecnologia delle incastonature di pietre preziose e delle lavorazioni della lamina d'oro, strettamente legate alla Stephansbursa nelle insegne imperiali e alla copertina del Salterio di Carlo il Calvo nella Biblioteca nazionale di Francia. La datazione, restringibile al secondo quarto del IX secolo, è confermata dal viticcio ondulato sul rovescio, paragonabile ai motivi dei manoscritti di Tours della prima metà del IX secolo. Allo stesso tempo, questi confronti portano a ricondurre l'origine della croce all'area culturale carolingia.